# TBSメディア総合研究所
株式会社TBSメディア総合研究所（ティビーエスメディアそうごうけんきゅうじょ、英: TBS MEDIA RESEARCH INSTITUTE Inc.）は、TBSホールディングスのシンクタンク。

## 会社概要
TBSが放送界で培った経験・知識・人脈を基に、デジタル時代のメディア環境を調査研究し、メディア経営の諸課題に対応する指針を提示する。また、中国・韓国など東アジアのメディア動向が日本に与える影響に注目し、継続的な調査研究を行っている。